# Bukovče (Negotin)
Bukovče (em cirílico:Буковче) é uma vila da Sérvia localizada no município de Negotin, pertencente ao distrito de Bor, nas regiões de Timočka Krajina e Negotinska Krajina. A sua população era de 1260 habitantes segundo o censo de 2009.

## Demografia
| 1948  | 1953  | 1961  | 1971  | 1981  | 1991  | 2002  |
| ----- | ----- | ----- | ----- | ----- | ----- | ----- |
| 2 676 | 2 765 | 2 702 | 2 677 | 2 658 | 2 399 | 1 442 |